# محمد الشريف الطريبق
محمد الشريف الطريبق (مواليد سنة 1971) هو مخرج أفلام مغربي، له عدة أفلام مختلفة كتسقط الخيل تباعا، ثمن الرحيل، غزل الوقت، وباب المدينة، وغيرها من الأعمال. حيث غالبًا ما تعالج أعماله بجدية كبيرة تأثير الظروف والمحيط الاجتماعي على الأفراد.

## أعماله
- 1998: نسيمة
- 2002: تسقط الخيل تباعا
- 2003: ثمن الرحيل
- 2004: غزل الوقت
- 2005: باب المدينة
- 2008: زمن الرفاق
- 2015: أفراح صغيرة

## الجوائز
- جائزة سناريو سان سيباستيان، سينما الحركة 2006
- مختار في ورشة من الكتابة إلى الشاشة نامور 2005
- اختيار رسمي في مهرجان الشرق الأوسط لأبو ظبي 2008
- جائزة أول عمل في مهرجان أمة الفيلم بطنجة 2008
- جائزة الجمهور لسينما المتوسط تطوان
- الجائزة الكبرى لعصمان سيمبيني الدورة 12 لمهرجان بخريبكة، المغرب

## وصلات خارجية
- محمد الشريف الطريبق على موقع IMDb (الإنجليزية)
- محمد الشريف الطريبق على موقع قاعدة بيانات الفيلم (الإنجليزية)